# Allegiant Stadium
L'Allegiant Stadium (anciennement Las Vegas Stadium pendant la construction) est un stade couvert situé à Paradise, localité contiguë à Las Vegas dans l'État du Nevada aux États-Unis.
Sa construction est validée en mars 2017 pour un coût estimé de 2 milliards de dollars, ce qui en faisait le stade le plus cher du monde lors de son ouverture.
Son inauguration a eu lieu le 31 juillet 2020 avant le début des saisons de football américain en NFL et NCAA,.

## Histoire
Le stade est le domicile des Raiders de Las Vegas, une franchise de football américain qui était précédemment installée à Oakland en Californie. Elle devient la première franchise de la NFL dans l'État du Nevada. Jusqu'à une période récente, les grandes ligues des sports majeurs américains avaient refusé l'implantation de franchises à Las Vegas craignant que des matchs soient truqués, le Nevada étant un des rares états américains autorisant les paris sportifs. Les Raiders seront la deuxième équipe d'un sport majeur à s'établir dans la ville après les Golden Knights de la Ligue nationale de hockey en 2017.

Chantier de construction du stade
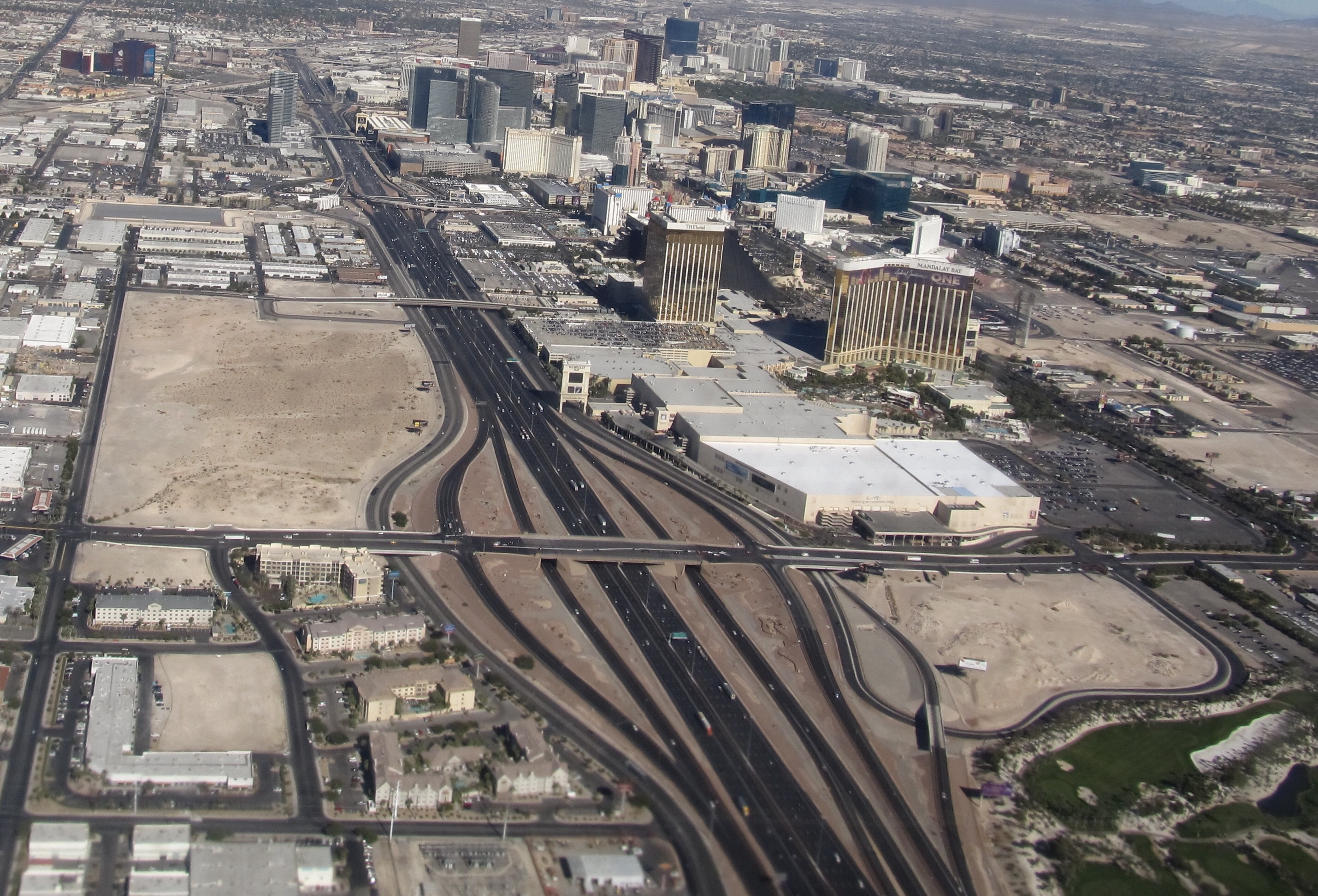
Emplacement du futur stade de Las Vegas, ici en 2015.
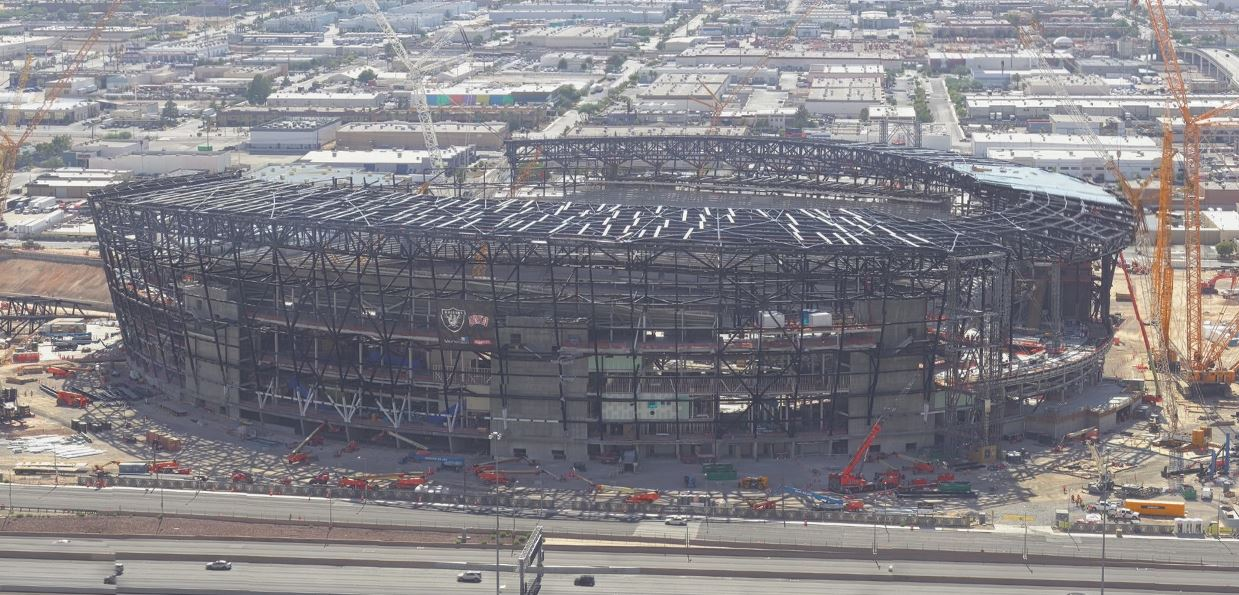
Le stade en construction en juillet 2019.

Pouvant accueillir 72 000 spectateurs en configuration football américain, le stade dispose d'un toit transparent fixe en ETFE. Il peut être climatisé et dispose d'une grande baie vitrée donnant sur le strip et les casinos. Cette baie peut être obturée par un rideau.
Le stade se situe à l'extrémité sud du Strip (la grande avenue des casinos) et de l'autre côté de l'autoroute longeant l'hôtel-casino Mandalay Bay.
Le 5 août 2019, les Raiders annoncent qu'un accord est signé au sujet des droits du nom du stade avec la société Allegiant Travel Co. (en), propriétaire de la compagnie aérienne Allegiant Air. Cet accord porte sur une durée de 20 ans à partir de 2020.

## Activités

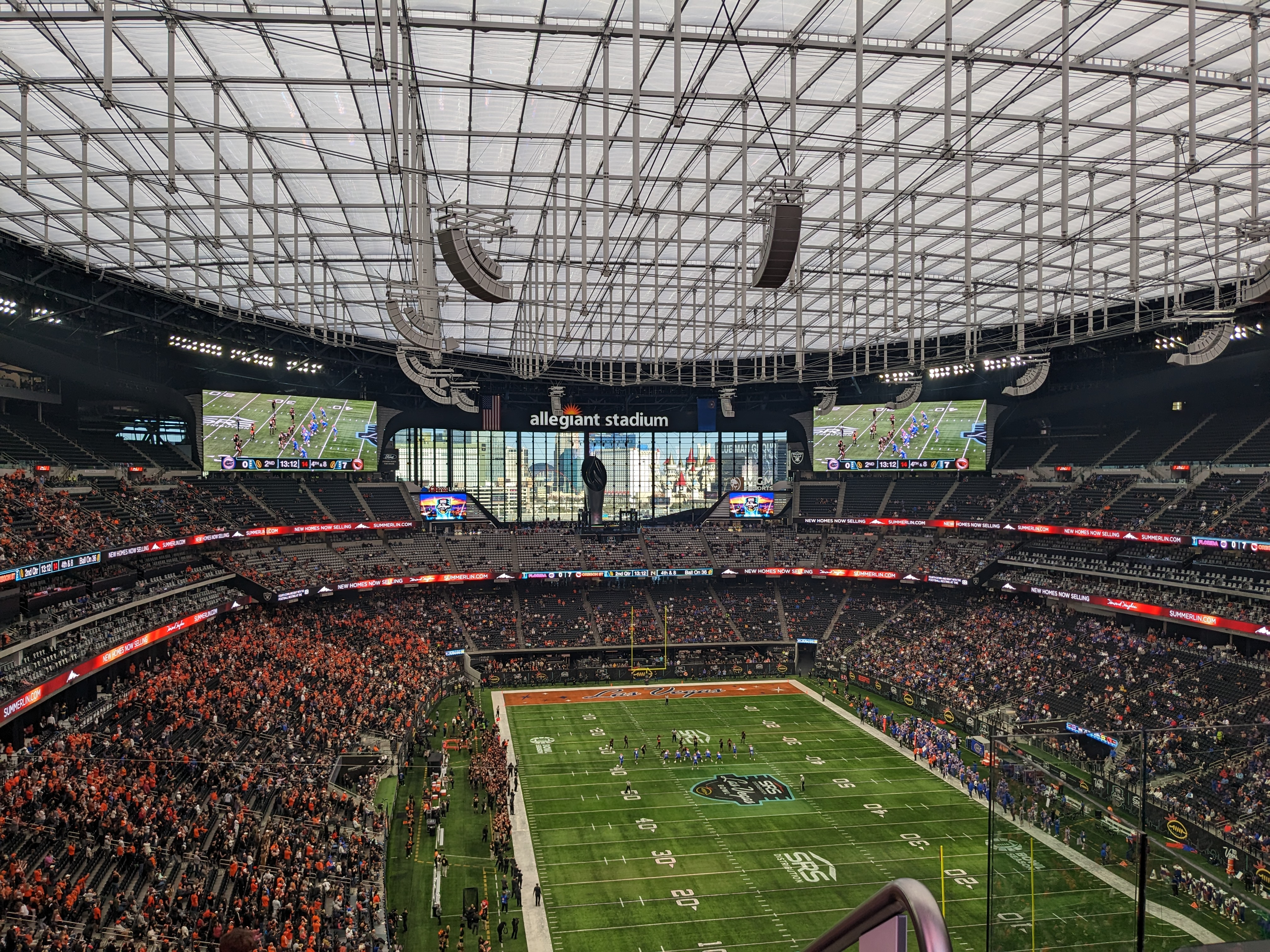
Vue intérieure en décembre 2022

En football américain, outre les Raiders, le stade accueillera les matchs des Rebels de l'UNLV représentants l'Université du Nevada à Las Vegas dans la NCAA Division I Football Bowl Subdivision. Il hébergera également dès la saison 2020, le Las Vegas Bowl organisé par la NCAA.
La ville espère pouvoir accueillir le Super Bowl en 2025. Le 13 avril 2021, la CONCACAF annonce que la finale de la Gold Cup 2021 se déroulera au Allegiant Stadium,.
Le 5 juin 2021, la World Wrestling Entertainment (WWE) annonce que l'Allegiant Stadium est l'hôte de l'édition 2021 de SummerSlam. Par la suite, l’édition 2022 de Money in the Bank y a également lieu, ainsi que WrestleMania 41 les 19 et le 20 avril 2025 (WrestleMania 42 est également programmé les 11 et 12 avril 2026)[réf. nécessaire].
D'autres événements sportifs comme des épreuves de moto-cross, des concerts (Billy Joel, The Rolling Stones, Guns N' Roses, etc.) y seront organisés.
La finale de la Gold Cup 2021, remportée 1-0 par les États-Unis sur le Mexique, s'y est déroulée le 1er août 2021.

## Financement
Le financement du stade est public à 40 % (chose rare aux États-Unis) et est assuré par le comté de Clark où se situe l'agglomération de Las Vegas. Le comté versera ainsi 750 millions de dollars, soit la somme publique la plus importante jamais versée pour la construction d'un stade aux États-Unis. Le reste est financé par le propriétaire des Raiders, Mark Davis, avec un apport de 500 millions de dollars et un crédit de 650 millions auprès de la Bank of America. Le comté mise sur la venue de touristes pour remplir le stade et estime que la présence du stade induira la venue de 450 000 touristes supplémentaires par an à Las Vegas.
Le coût de ce stade a été critiqué. Pour Roger Doll, économiste du sport et professeur émérite de l'université Stanford qui a étudié l'étude d'impact économique à la demande d'élus de Las Vegas, les projections sont « un enchaînement d'hypothèses optimistes » qu'il juge impossible à réaliser. Il estime qu'au mieux le stade pourra accueillir deux ou trois concerts par an et qu'il est illusoire d'espérer remplir un tiers des places avec des touristes, ce qui ne s'est jamais vu aux États-Unis. Il craint donc « un désastre financier ». Sheldon Adelson, milliardaire et magnat des casinos qui devait apporter 650 millions de dollars, a finalement décidé de ne pas investir dans le stade. Selon Roger Doll « Adelson a compris que seul Davis tirerait profit de cette affaire ».
Steve Hill, président de l'Autorité du stade de Las Vegas (agence publique qui pilote le projet), reconnait que « le principal élément pour financer la construction du stade, c'est la vente des loges et suites de luxes à de grandes entreprises », que cela est difficile à réaliser hors des grandes métropoles économiques ce qui implique nécessairement le versement d'argent public. Il indique que seul Davis est responsable de l'exploitation du stade et donc de ses éventuelles pertes.
Pour financer sa part, le comté de Clark va émettre des obligations à 30 ans remboursables grâce à l'augmentation de 0,88 % de la taxe sur les chambres d'hôtel.